# Luke Browning
Luke Browning (Kingsley, 2002. január 31. –) brit autóversenyző, a 2023-as makaói nagydíj győztese.

## Pályafutása

### A kezdetek
2016-ban még túraautó-versenyzéssel kezdte karrierjét. 2017-ben a Ginetta Junior Championship versenyzője volt.  A formaautós versenyzést csak 2019-ben kezdte el. 2020-ben a brit Formula–4-es bajnokságban a későbbi Williams juniorral, az ír származású Zak O’Sullivannel küzdött a bajnoki címért. Végül Browning 4 ponttal megelőzve O'Sullivant, amivel megnyerte a bajnokságot.
2022-ben a Hitech Grand Prix színeiben megnyerte a brit Formula–3-as bajnokság utódjaként fenntartott GB3 bajnokságot. Az év végén neki ítélték oda az Aston Martin Autosport BRDC díjat is, amelyet minden évben a legtehetségesebb fiatal brit pilóta kap meg.

### Formula–3

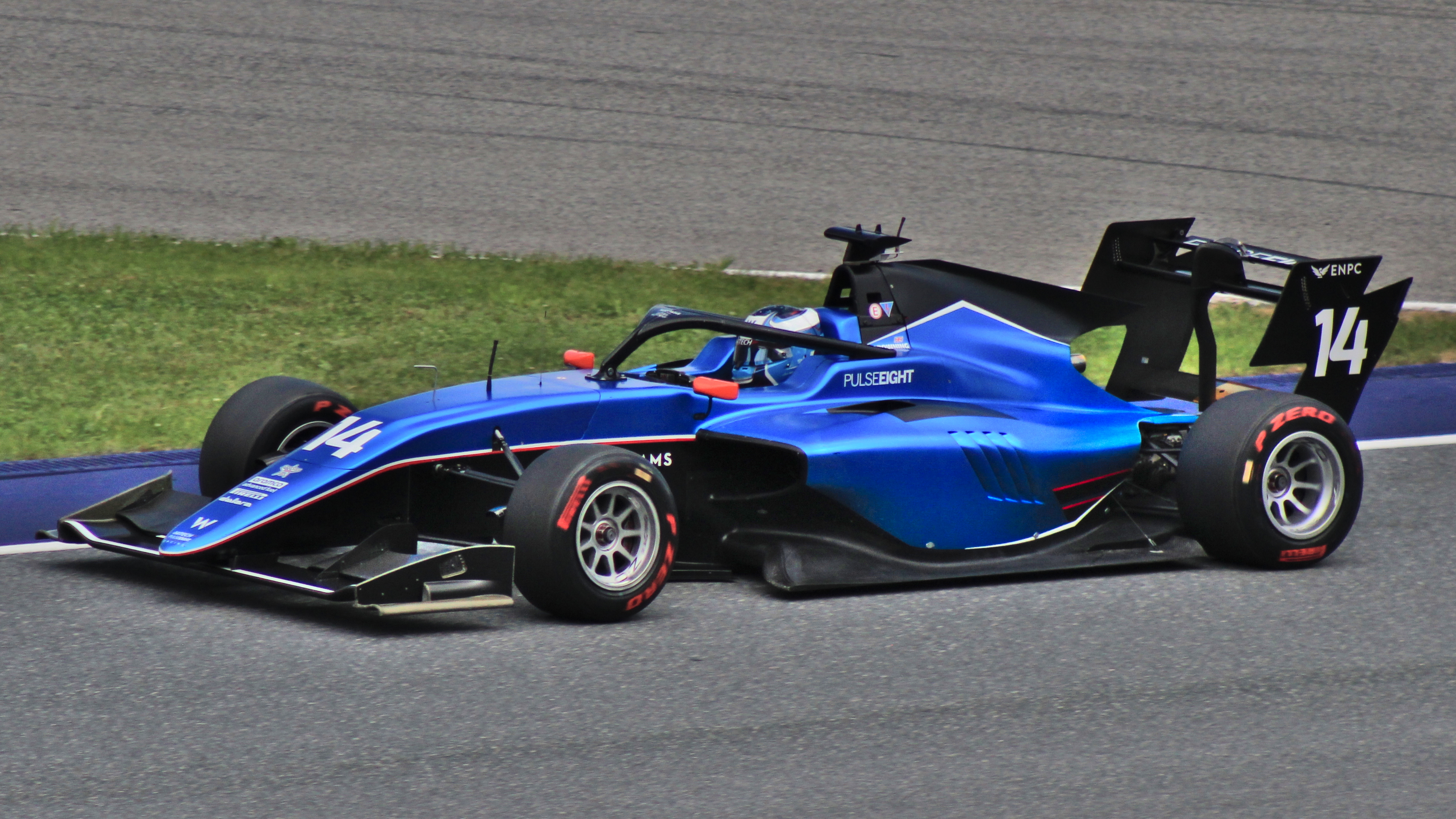
Browning a 2024-es osztrák nagydíjon.

2023-ban ő is csatlakozott a Williams akadémiához, és az FIA Formula–3 bajnokságba igazolt, ahol továbbra is maradt a Hitech Grand Prix versenyzője lett, Gabriele Minìvel és Sebastián Montoyával együtt. Az év elején jól kezdett, leggyorsabb kört futott az ausztráliai forduló sprintfutamán március 23-án. Ezt követően szombaton, Barcelonában első dobogóját szerezte meg, amikor a 2. helyen intették le. Az évad második felére már kevesebb alkalommal szerepelt jól, több hiba is hátráltatta. Az évadzáró monzai sprintfutamról utólag kizárták technikai szabályszegés miatt. A pontversenyben 15. lett, 41 egységgel.
2023. november 19-én nagy dominanciával megnyerte a makaói nagydíjat, a Formula–3 legendás versenyét.
2024-re is maradt a Hitech versenyzője. A második bahreini futamon megszerezte a harmadik győzelmét a sorozatban, Christian Mansell és Tim Tramnitz előtt. A Red Bull Ringen második diadalát érte el Minì előtt. Ezeknek az eredményeknek köszönhetően Browning az utolsó monzai fordulóig harcban volt a bajnoki címért Leonardo Fornaroli, Gabriele Minì és Arvid Lindblad mellett. Az első futamon 6. lett, majd a második futamban nem tudott pontot szerezni, és csak a 3. helyen végzett a tabellán, 128 ponttal.

### Formula–2
Miután Zak O’Sullivant menesztette az ART csapat az FIA Formula–2 bajnokságban, az alakulat Browningot igazolta le a 2024-es év utolsó három fordulójára. Élete első F2-es időmérőjén Bakuban 11. lett, majd a fő futamon a 7. helyet szerezte meg, amivel első pontjait is megkapta. A háromfordulós szereplés során Browning hét pontot szerzett, és a 26. helyen végzett a tabellán.
2024 decemberében a Hitech ismertette, hogy Browning velük teljes évet fog menni 2025-ben, Dino Beganovic csapattársaként.

### Formula–1
2023 áprilisának végén hivatalosan is a Williams akadémia tagja lett. Októberben az Aston Martin AMR21-et vezette a Silverstone-ban, az előző évi Autosport BRDC Díj megszerzéséért járó jutalma részeként.
A 2024-es Formula–1-es szezonzáró hétvégéjén, Abu-dzabiban vezethette a Wiiliams autóját, majd ismét a FW46-ot terelgethette a szezon utáni fiatalok tesztjén, ahol 105 kört tett meg, összesítésben a 11. lett.

### Formula–E
A 2023–2024-es Formula–E világbajnokságon a NEOM McLaren tesztpilótája volt.

## Eredményei

### Karrier összefoglaló
| Év   | Bajnokság                                | Csapat             | Verseny     | Győzelem    | Pole        | Leggyorsabb kör | Dobogó      | Pont        | Helyezés    |
| ---- | ---------------------------------------- | ------------------ | ----------- | ----------- | ----------- | --------------- | ----------- | ----------- | ----------- |
| 2016 | Junior Saloon Car bajnokság              | MADE Motorsport    | 18          | 1           | 1           | 2               | 3           | 116         | 9.          |
| 2017 | Ginetta Junior bajnokság                 | Richardson Racing  | 26          | 0           | 1           | 0               | 0           | 210         | 11.         |
| 2017 | Junior Saloon Car bajnokság              | MADE Motorsport    | 1           | 0           | 0           | 0               | 0           | 1           | HN          |
| 2018 | Ginetta Junior bajnokság                 | Richardson Racing  | 26          | 8           | 3           | 8               | 18          | 648         | 3.          |
| 2019 | Brit Formula–4-bajnokság                 | Richardson Racing  | 30          | 2           | 2           | 1               | 9           | 268,5       | 6.          |
| 2020 | Brit Formula–4-bajnokság                 | Fortec Motorsport  | 26          | 7           | 6           | 7               | 16          | 412.5       | 1.          |
| 2021 | Olasz Formula–4-bajnokság                | US Racing          | 3           | 0           | 0           | 1               | 1           | 27          | 15.         |
| 2021 | ADAC Formula–4                           | US Racing          | 18          | 2           | 0           | 2               | 8           | 220         | 3.          |
| 2021 | Drexler Automotive Formula–4-kupa        | US Racing          | 2           | 2           | 2           | 1               | 2           | 50          | 3.          |
| 2021 | GB3 bajnokság                            | Fortec Motorsports | 3           | 1           | 0           | 0               | 1           | 35          | 25.         |
| 2022 | Arab Formula–4-bajnokság                 | Hitech Grand Prix  | 8           | 0           | 0           | 0               | 1           | 64          | 11.         |
| 2022 | GB3 bajnokság                            | Hitech Grand Prix  | 24          | 5           | 5           | 8               | 13          | 507         | 1.          |
| 2023 | Formula Regionális Közel-Kelet-bajnokság | Hitech Grand Prix  | 6           | 0           | 0           | 0               | 0           | 8           | 26.         |
| 2023 | Formula–3                                | Hitech Pulse-Eight | 18          | 0           | 0           | 1               | 1           | 41          | 15.         |
| 2023 | Makaói nagydíj                           | Hitech Pulse-Eight | 1           | 1           | 1           | 1               | 1           | –           | 1.          |
| 2024 | Formula–3                                | Hitech Pulse-Eight | 20          | 2           | 2           | 2               | 3           | 128         | 3.          |
| 2024 | Formula–2                                | ART Grand Prix     | 6           | 0           | 0           | 0               | 0           | 6           | 26.         |
| 2024 | Formula–1                                | Williams           | Tesztpilóta | Tesztpilóta | Tesztpilóta | Tesztpilóta     | Tesztpilóta | Tesztpilóta | Tesztpilóta |
| 2025 | Formula–2                                | Hitech Pulse-Eight | 0           | 0           | 0           | 0               | 0           | 0*          | HN*         |
| 2025 | Formula–1                                | Williams           | Tesztpilóta | Tesztpilóta | Tesztpilóta | Tesztpilóta     | Tesztpilóta | Tesztpilóta | Tesztpilóta |

* A szezon jelenleg is zajlik.
‡ Mivel Browning vendégpilóta volt, ezért nem részesült bajnoki pontokban.

### Teljes GB3 eredménysorozata
(Táblázat értelmezése)

(Félkövér: pole-pozícióból indult; dőlt: leggyorsabb kört futott) 

| Év   | Csapat             | 1     | 2       | 3        | 4        | 5        | 6          | 7         | 8      | 9          | 10      | 11      | 12        | 13    | 14      | 15        | 16        | 17        | 18         | 19        | 20      | 21       | 22       | 23     | 24        | Helyezés | Pont |
| ---- | ------------------ | ----- | ------- | -------- | -------- | -------- | ---------- | --------- | ------ | ---------- | ------- | ------- | --------- | ----- | ------- | --------- | --------- | --------- | ---------- | --------- | ------- | -------- | -------- | ------ | --------- | -------- | ---- |
| 2021 | Fortec Motorsports | BRH 1 | BRH 2   | BRH 3    | SIL1 1   | SIL1 2   | SIL1 3     | DON1 1    | DON1 2 | DON1 3     | SPA 1   | SPA 2   | SPA 3     | SNE 1 | SNE 2   | SNE 3     | SIL2 1    | SIL2 2    | SIL2 3     | OUL 1 Kiz | OUL 2 1 | OUL 3 Ki | DON2 1   | DON2 2 | DON2 3    | 25.      | 35   |
| 2022 | Hitech Grand Prix  | OUL 1 | OUL 2 1 | OUL 3 Ki | SIL1 1 2 | SIL1 2 3 | SIL1 3 171 | DON1 1 Ki | DON1 2 | DON1 3 106 | SNE 1 2 | SNE 2 1 | SNE 3 155 | SPA 1 | SPA 2 1 | SPA 3 184 | SIL2 1 10 | SIL2 2 11 | SIL2 3 515 | BRH 1 2   | BRH 2   | BRH 3 97 | DON2 1 2 | DON2 2 | DON2 3 79 | 1.       | 507  |

### Teljes FIA Formula–3-as eredménysorozata
(Táblázat értelmezése)

(Félkövér: pole-pozícióból indult; dőlt: leggyorsabb kört futott) 

| Év   | Csapat             | 1          | 2         | 3          | 4         | 5           | 6         | 7         | 8          | 9          | 10         | 11         | 12         | 13         | 14         | 15        | 16         | 17          | 18         | 19        | 20         | Helyezés | Pont |
| ---- | ------------------ | ---------- | --------- | ---------- | --------- | ----------- | --------- | --------- | ---------- | ---------- | ---------- | ---------- | ---------- | ---------- | ---------- | --------- | ---------- | ----------- | ---------- | --------- | ---------- | -------- | ---- |
| 2023 | Hitech Pulse-Eight | BHR SPR Ki | BHR FEA 5 | AUS SPR 17 | AUS FEA 8 | MON SPR 8   | MON FEA 4 | ESP SPR 2 | ESP FEA Ki | AUT SPR 11 | AUT FEA 22 | GBR SPR 14 | GBR FEA Ki | HUN SPR 16 | HUN FEA 12 | BEL SPR 8 | BEL FEA 23 | ITA SPR Kiz | ITA FEA 18 |           |            | 15.      | 41   |
| 2024 | Hitech Pulse-Eight | BHR SPR 15 | BHR FEA 1 | AUS SPR 28 | AUS FEA 4 | IMO SPR 26† | IMO FEA 4 | MON SPR 8 | MON FEA 3  | ESP SPR 12 | ESP FEA 5  | AUT SPR 11 | AUT FEA 1  | GBR SPR 24 | GBR FEA 8  | HUN SPR 8 | HUN FEA 12 | BEL SPR 12  | BEL FEA 6  | ITA SPR 6 | ITA FEA 20 | 3.       | 128  |

† A versenyt nem fejezte be, de helyezését értékelték.

### Teljes FIA Formula–2-es eredménysorozata
(Táblázat értelmezése)

(Félkövér: pole-pozícióból indult; dőlt: leggyorsabb kört futott) 

| Év   | Csapat             | 1         | 2         | 3          | 4         | 5         | 6         | 7         | 8         | 9         | 10        | 11        | 12         | 13         | 14        | 15         | 16        | 17         | 18        | 19         | 20        | 21      | 22      | 23         | 24        | 25         | 26         | 27        | 28         | Helyezés | Pont |
| ---- | ------------------ | --------- | --------- | ---------- | --------- | --------- | --------- | --------- | --------- | --------- | --------- | --------- | ---------- | ---------- | --------- | ---------- | --------- | ---------- | --------- | ---------- | --------- | ------- | ------- | ---------- | --------- | ---------- | ---------- | --------- | ---------- | -------- | ---- |
| 2024 | ART Grand Prix     | BHR SPR   | BHR FEA   | KSA SPR    | KSA FEA   | AUS SPR   | AUS FEA   | IMO SPR   | IMO FEA   | MON SPR   | MON FEA   | ESP SPR   | ESP FEA    | AUT SPR    | AUT FEA   | GBR SPR    | GBR FEA   | HUN SPR    | HUN FEA   | BEL SPR    | BEL FEA   | ITA SPR | ITA FEA | AZE SPR 11 | AZE FEA 7 | QAT SPR 11 | QAT FEA 15 | UAE SPR 6 | UAE FEA 15 | 26.      | 7    |
| 2025 | Hitech Pulse Eight | AUS SPR 3 | AUS FEA T | BHR SPR 10 | BHR FEA 2 | KSA SPR 9 | KSA FEA 6 | IMO SPR 3 | IMO FEA 2 | MON SPR 3 | MON FEA 4 | ESP SPR 6 | ESP FEA 20 | AUT SPR Ki | AUT FEA 5 | GBR SPR 12 | GBR FEA 3 | BEL SPR Ki | BEL FEA 3 | HUN SPR 12 | HUN FEA 4 | ITA SPR | ITA FEA | AZE SPR    | AZE FEA   | QAT SPR    | QAT FEA    | UAE SPR   | UAE FEA    | 4.*      | 124* |

† A versenyt nem fejezte be, de helyezését értékelték, mert a versenytáv több, mint 90%-át teljesítette.
* A szezon jelenleg is zajlik.

### Teljes Formula–1-es eredménysorozata
(Táblázat értelmezése)

(Félkövér: pole-pozícióból indult; dőlt: leggyorsabb kört futott) 

| Év   | Csapat   | 1   | 2   | 3   | 4      | 5   | 6   | 7   | 8   | 9   | 10  | 11  | 12  | 13  | 14  | 15  | 16  | 17  | 18  | 19  | 20  | 21  | 22  | 23  | 24     | Helyezés | Pont |
| ---- | -------- | --- | --- | --- | ------ | --- | --- | --- | --- | --- | --- | --- | --- | --- | --- | --- | --- | --- | --- | --- | --- | --- | --- | --- | ------ | -------- | ---- |
| 2024 | Williams | BHR | SAU | AUS | JPN    | CHN | MIA | EMI | MON | CAN | ESP | AUT | GBR | HUN | BEL | NED | ITA | AZE | SIN | USA | MEX | BRA | LVS | QAT | UAE Tp | —        | —    |
| 2025 | Williams | AUS | CHN | JPN | BHR Tp | SAU | MIA | EMI | MON | ESP | CAN | AUT | GBR | BEL | HUN | NED | ITA | AZE | SIN | USA | MEX | BRA | LVS | QAT | UAE    | —*       | —*   |